# دوري كرة القدم الأمريكية 1969
دوري كرة القدم الأمريكية 1969 هو موسم من دوري كرة القدم الأمريكية ‏. فاز فيه Washington Darts ‏.